# Dungeon Keeper
Dungeon Keeper è un videogioco strategico in tempo reale sviluppato da Peter Molyneux per la Bullfrog Productions e pubblicato dalla Electronic Arts nel 1997 per PC. Il motore grafico del videogioco è una versione migliorata di quello utilizzato nel gioco Magic Carpet. Il videogioco ha avuto un seguito, Dungeon Keeper 2.

## Trama
Nella campagna si impersona un Dungeon Keeper, classico signore delle forze del Male, intento ad invadere e portare rovina ad un pacifico regno fantasy. Ogni livello della campagna è rappresentato da un insediamento sulla mappa del Regno. Di ognuno possiamo vedere il cambiamento in seguito al nostro passaggio e sentire una descrizione del narratore prima dell'inizio e dopo il completamento del livello.

## Modalità di gioco
È un gioco del genere god game, dove il giocatore impersonerà un signore del male e dovrà costruire e amministrare il proprio dungeon personale, scavando sale e corridoi sotterranei e popolandoli di mostri e demoni vari. Si può definire la funzione di ogni stanza, per esempio designando aree per lo stoccaggio dei tesori, per i dormitori per i mostri, pollai che riforniscono i mostri di cibo, sale delle torture. Mandando i propri servitori a scavare in giro per la mappa, si potranno trovare oro e tesori, libri da cui imparare nuovi incantesimi e portali da cui far arrivare demoni sempre più potenti. Questi demoni richiederanno una paga settimanale in oro, un'adeguata scorta di cibo, delle sale in cui poter riposare e divertirsi tra un combattimento e l'altro. Se per qualche motivo si dovessero ribellare, diserteranno o si sfogheranno uccidendo i servitori più deboli.
Durante lo svolgersi delle missioni di gioco, il dungeon potrà essere invaso da avventurieri in cerca di tesori o da potenti signori che vogliono estirpare il male dalle loro terre. Questi "eroi" possono essere corrotti e convinti a passare dalla propria parte, mediante offerte in oro o con la tortura, stando però attenti a non ucciderli. È possibile incontrare anche degli altri Dungeon Keeper simili al giocatore che cercheranno di far concorrenza o di conquistare il dungeon. Il Dungeon Heart (cuore del dungeon) deve essere difeso, pena la sconfitta.

## The Deeper Dungeons
Unica espansione ufficiale pubblicata il 26 novembre 1997, si compone di 15 nuovi livelli single player e 15 nuovi livelli multiplayer. In più, apporta delle migliorie all'intelligenza artificiale dei nemici e una versione del motore grafico con il supporto a Direct3D che migliora la risoluzione e l'accelerazione 3D. Viene installato contestualmente l'editor di livelli.